# Ceiba chodatii
Ceiba chodatii je strom z rodu vlnovec pocházející z jihoamerické oblasti Gran Chaco a vysazovaný v subtropických oblastech jako parková dřevina. Stejně jako příbuzný druh Ceiba speciosa je známý pod lidovým označením palo borracho, což ve španělštině znamená „opilý klacek“. Získal je pro soudkovitý tvar kmene.
Strom dorůstá výšky mezi deseti až dvaceti metry. Protože v původní vlasti stromu panují dlouhá období sucha, umožňuje nápadně rozšířený kmen zadržovat vodu. Dřevo je měkké a lehké, domorodci z něj vyrábějí čluny. Kmen je pokryt velkými ostrými trny. Strom kvete od února do května, květy jsou smetanově bílé až nažloutlé s červenými skvrnami a velké až 15 cm. Plodem je asi 15 cm dlouhá tobolka obsahující vlákno, které má obdobné využití jako kapok. Ze semen se dá lisovat olej.
Druh byl dříve řazen do rodu Chorisia, roku 1998 jeho taxonomické zařazení chilský botanik Pierfelice Ravenna změnil. Druhové jméno dostal podle bývalého ředitele botanické zahrady v Ženevě Roberta Chodata.